# 구식화
구식화(舊式化, deprecation, 데프리케이션)는 일반적으로 더 이상 효율적이거나 안전치 않거나 다른 것에 의해 대체되었다는 이유 등으로 사용을 금지시키거나 완전히 제거하지 않은 채 일부 용어, 기능, 디자인, 관습의 이용을 장려하지 않는 것을 말한다.
기능, 디자인, 관습이 제거될 것이고 미래에 완전히 중단될 것임을 암시하는 말이기도 하다.

## 소프트웨어
구식화된 소프트웨어 기능이 소프트웨어에 계속 남아있는 가운데 해당 기능을 사용 시 대안이 되는 실천사항을 권고하는 경고 메시지를 표시할 수 있다. 구식화된 상태는 해당 기능이 하위 호환을 제공하고 프로그래머들이 새로운 표준을 준수하기 위해 코드를 변경할 시간을 줄 수 있도록 하기 위해 지금 당장은 제거되지 않더라도 나중에 제거될 것임을 나타내는 말일 수도 있다.

## 같이 보기
- 어밴던웨어